# Magnolia dixonii
Magnolia dixonii — вид квіткових рослин родини магнолієвих (Magnoliaceae).

## Поширення
Ендемік Еквадору. Відомий був лише у типовому місцезнаходженні — лісовому масиві Санто-Домінго-де-Онсоле в провінції Есмеральдас на північному заході країни, з типових зразків, що зібрані у 1965 році в районі злиття річок Гоя-Бланка та Уальпі. З цього часу рослину ніхто не бачив і її вважали вимерлою до листопада 2017 року, коли дерево знайшли у заповіднику Тесоро Ескондідо.

## Опис
Велике деревне дерево, яке трапляється на нижніх висотах в прибережних вологих лісах.